# 天主教澳大利亞國防軍教區
天主教澳大利亞軍中教長教區（拉丁語：Ordinariate Militaris Australiae）是澳大利亞一個天主教的軍中教長區，直屬聖座，負責牧養信奉天主教的澳大利亞國防軍軍人及其家眷。
教長區駐紮於位於澳洲首都領地的坎貝爾，2004年有23名司鐸、4名終身執事、一名修士。現任教長為麥斯威爾·利萊·戴維斯。
早在1901年八国联军之役，澳洲就已經派出随军司铎；1912年起，就派出主教負責牧養軍中教友。1969年3月6日成立軍中代牧區，1986年7月21日被升為军中教長區。